# Poecilosclerida
Ordre
Les Poecilosclerida sont un ordre d'éponge marine. Cet ordre de démosponges est le plus riche en nombre d'espèces avec plus de 2 200 espèces à travers le monde. Les Poecilosclerida étaient auparavant réparties dans quatre sous-ordres créés par Hajdu et al. (1994) (Microcionina Hajdu et al., 1994, Mycalina Hajdu et al., 1994, Myxillina Hajdu et al., 1994 et Latrunculina Kelly et Samaai, 2002). Cependant, les analyses phylogénétiques moléculaires ont clairement montré que les sous-ordres Microcionia, Mycalina et Myxilina étaient polyphylétiques et les quatre sous-ordres sont donc aujourd'hui abandonnés.

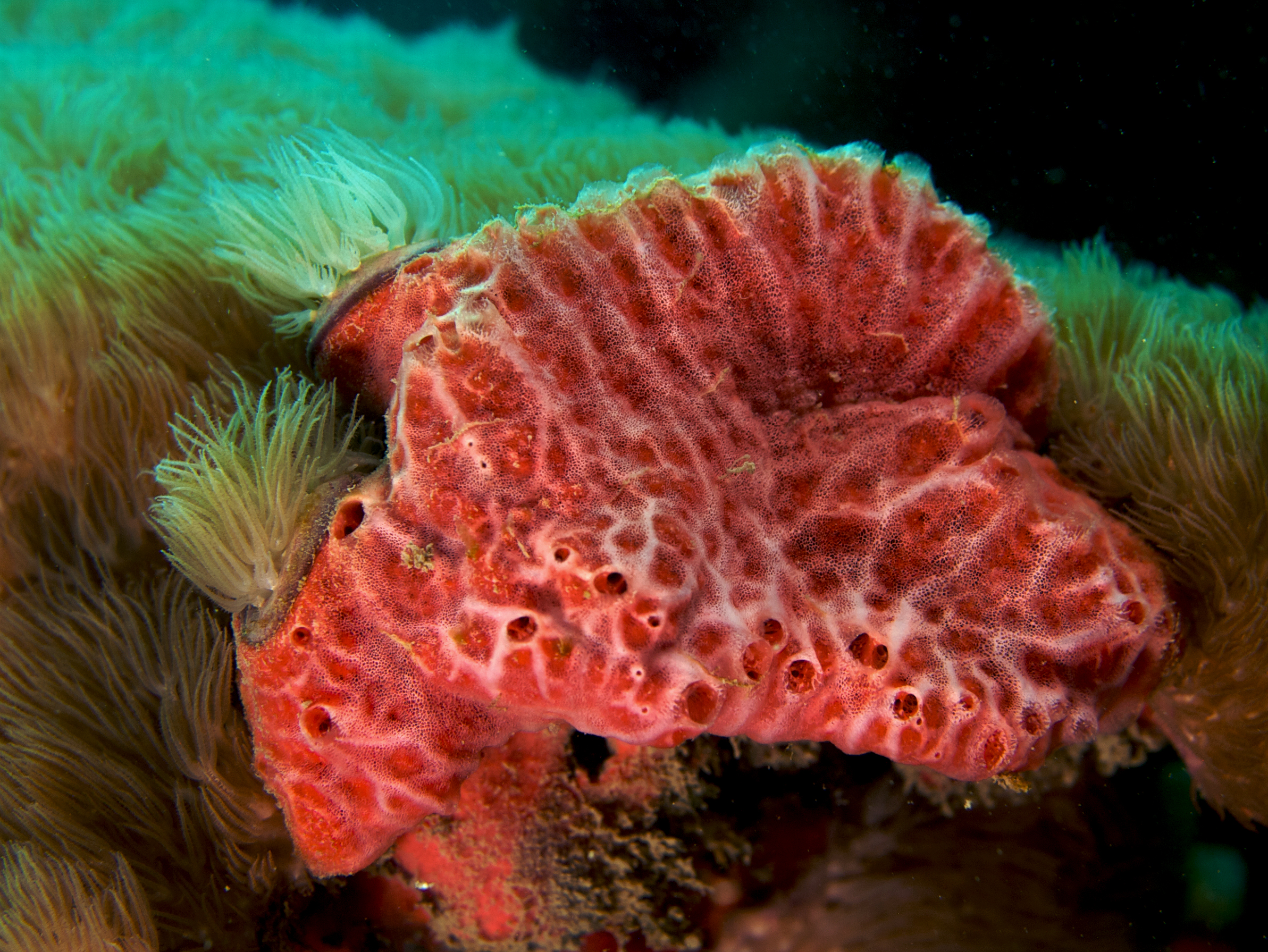
Monanchora arbuscula (Crambeidae)

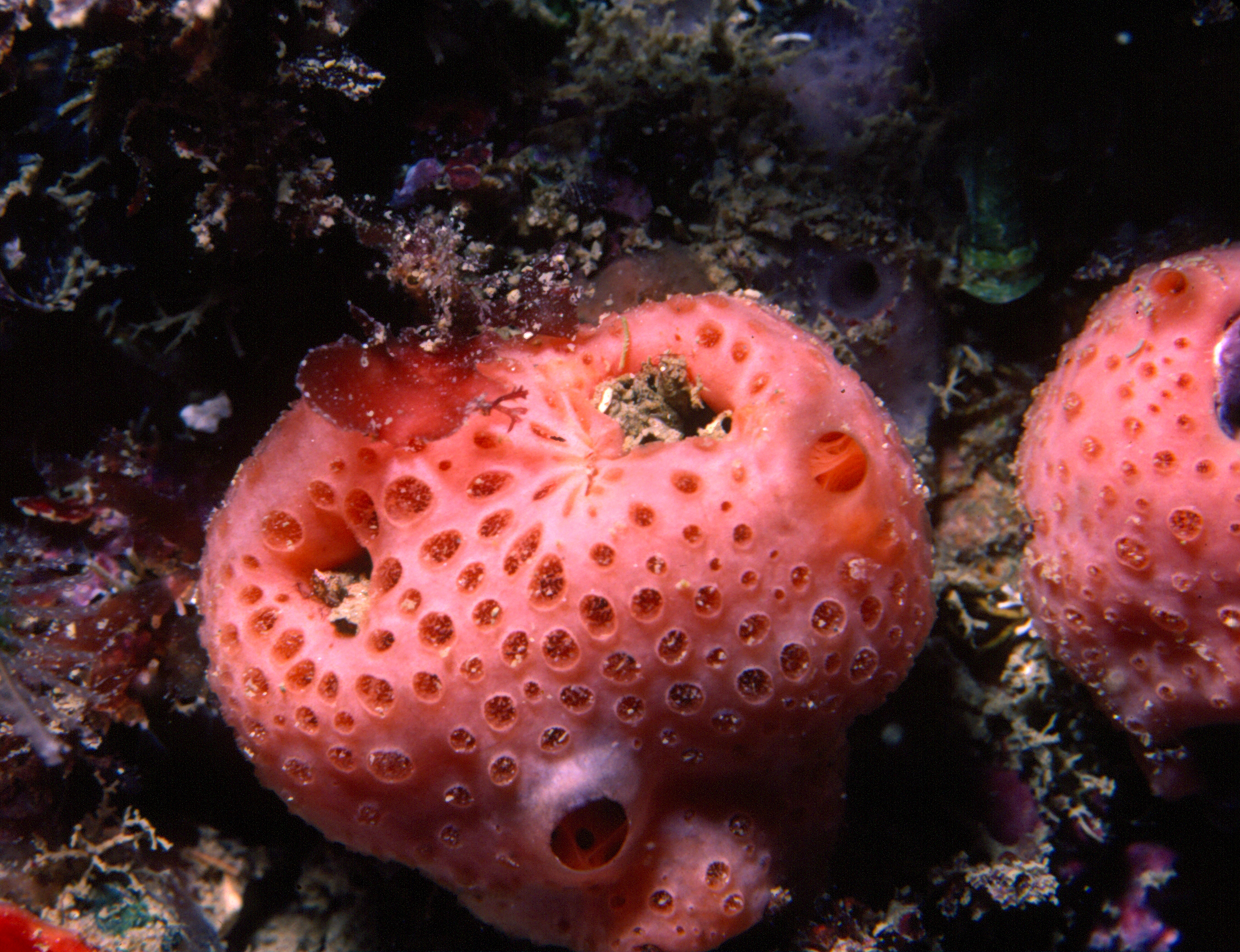
Hemimycale columella (Hymedesmiidae)

## Liste des familles
Selon World Register of Marine Species (20 mai 2016) :
- famille Acarnidae Dendy, 1922
- famille Chondropsidae Carter, 1886
- famille Cladorhizidae Dendy, 1922
- famille Coelosphaeridae Dendy, 1922
- famille Crambeidae Lévi, 1963
- famille Crellidae Dendy, 1922
- famille Dendoricellidae Hentschel, 1923
- famille Desmacididae Schmidt, 1870
- famille Esperiopsidae Hentschel, 1923
- famille Guitarridae Dendy, 1924
- famille Hymedesmiidae Topsent, 1928
- famille Iotrochotidae Dendy, 1922
- famille Isodictyidae Dendy, 1924
- famille Latrunculiidae Topsent, 1922
- famille Microcionidae Carter, 1875
- famille Mycalidae Lundbeck, 1905
- famille Myxillidae Dendy, 1922
- famille Phellodermidae van Soest & Hajdu, 2002
- famille Podospongiidae de Laubenfels, 1936
- famille Tedaniidae Ridley & Dendy, 1886